# 軌道装置動力車運転者

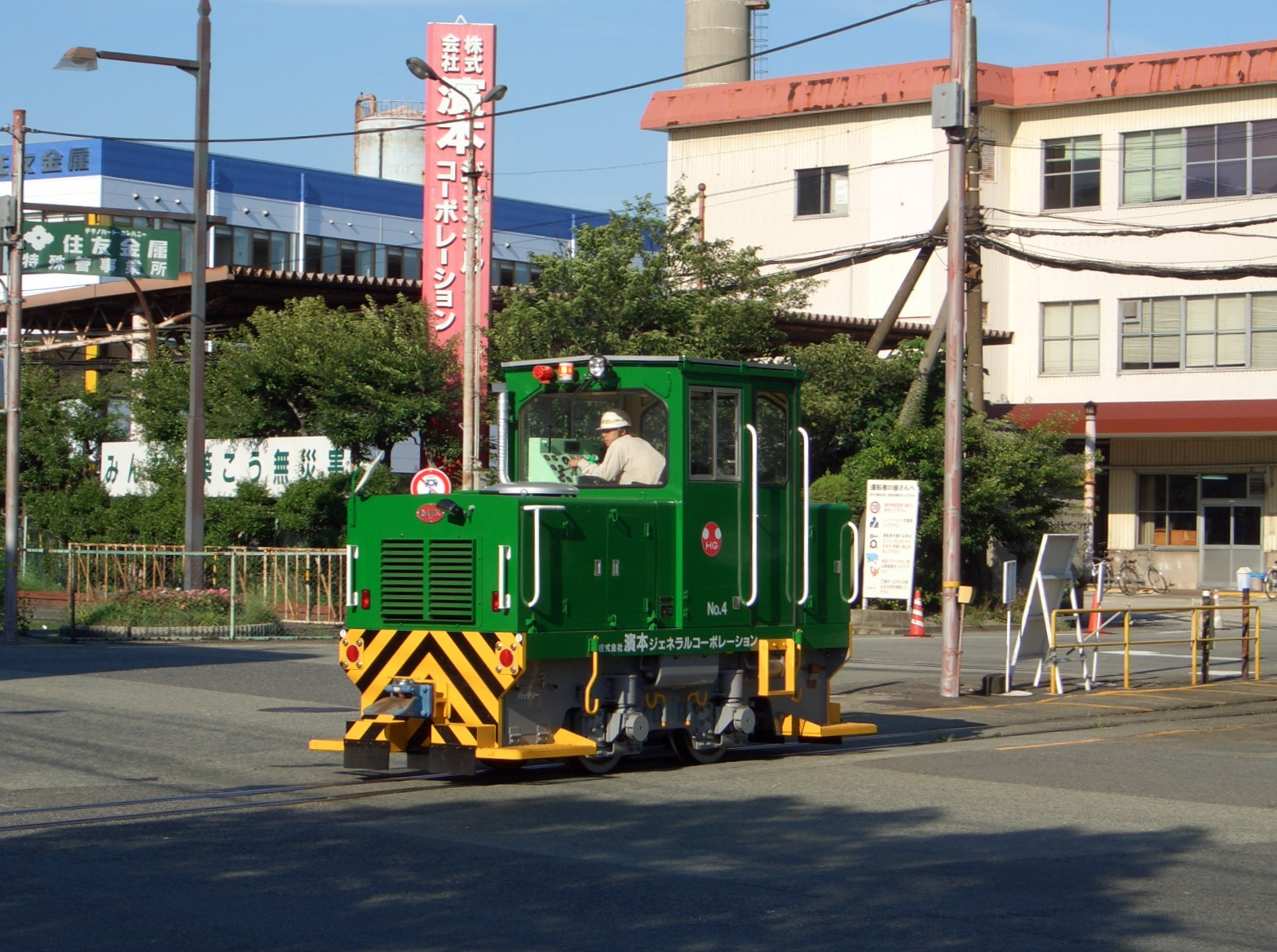
軌道装置の動力車

軌道装置動力車運転者（きどうそうちどうりょくしゃうんてんしゃ）とは、軌道装置の動力車の運転の業務に係る特別教育を修了した者。

## 概要
- 動力車及び動力により駆動される巻上げ装置で、軌条により人又は荷を運搬する用に供されるもの（鉄道営業法・鉄道事業法又は軌道法の適用を受けるものを除く）の運転の業務

## 受講資格
- 満18歳以上

## 特別教育
- 特別教育は各事業所（企業等）又は都道府県労働局長登録教習機関において行われる。
- 安全衛生特別教育（昭和47年労働省告示第92号）で規定された履修時間は10時間（以上）となっている。

### 講習科目
- 学科

1. 動力車（労働安全衛生規則第36条第13号の機械等をいう。以下同じ。）の構造に関する知識（3時間）
2. 軌道に関する知識（1時間）
3. 動力車の運転に関する知識（1時間）
4. 関係法令（1時間）

- 実技

1. 動力車の運転（3時間）
2. 車両の連結及び合図（1時間）

## 運転できる軌道装置
- 電気ホイスト、エアーホイスト及びこれら以外の巻上げ機でゴンドラに係るもの